# Yateya Kambepera
Yateya Kambepera (* 2. Mai 1993 in Maun) ist ein botswanischer Sprinter.

## Sportliche Laufbahn
Erste Erfahrungen bei internationalen Meisterschaften sammelte Yateya Kambepera 2009 bei den Jugendweltmeisterschaften in Brixen, bei denen er im 100-Meter-Lauf mit 11,08 s in der ersten Runde ausschied, während er über 200 Meter bis in das Halbfinale gelangte, in dem er mit 22,45 s ausschied. 2012 nahm er erstmals an den Afrikameisterschaften in Porto-Novo teil und erreichte dort über 100 Meter das Halbfinale, trat dort aber nicht mehr an. Zudem kam er in der botswanischen 4-mal-100-Meter-Staffel im Vorlauf zum Einsatz und verhalf dem Team zum Finaleinzug. Zwei Jahre später schied er bei den Afrikameisterschaften in Marrakesch über 100 Meter mit 10,67 s im Vorlauf aus und erreichte im 200-Meter-Lauf das Halbfinale, in dem er mit 21,28 s ausschied. 2015 nahm er erstmals an den Afrikaspielen in Brazzaville teil und schied dort über 100 Meter mit 10,64 s im Halbfinale aus, während er über 200 Meter mit 21,74 s in der ersten Runde scheiterte. Zudem gelangte er mit der Staffel in 39,83 s auf den fünften Platz. Erst 2019 bestritt er wieder Wettkämpfe und nahm erneut an den Afrikaspielen in Rabat teil, bei denen er über 100 Meter mit 10,92 s in der Vorrunde ausschied und er sich mit der Staffel in 39,52 s auf dem fünften Platz klassierte.
2012 wurde Kambepera botswanischer Meister im 100- und 200-Meter-Lauf.

## Persönliche Bestzeiten
- 100 Meter: 10,35 s (+0,8 m/s), 3. Mai 2014 in Gaborone
- 200 Meter: 21,21 s (0,0 m/s), 13. August 2014 in Marrakesch